# William Keith Brooks

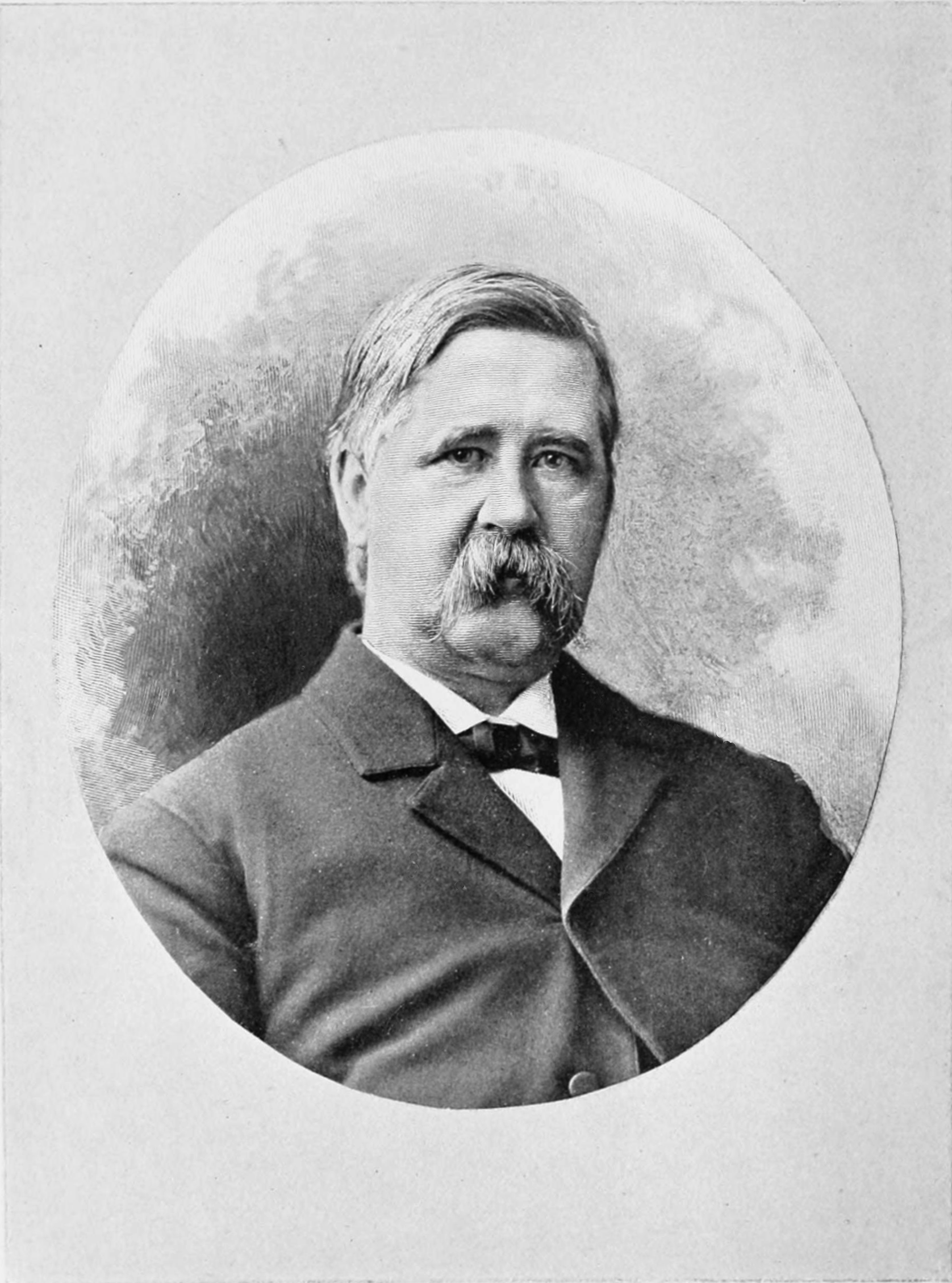
William Keith Brooks (1899)

William Keith Brooks (* 25. März 1848 in Cleveland, Ohio; † 12. November 1908 am Lake Roland, Baltimore County, Maryland) war ein US-amerikanischer Zoologe.

## Leben
Brooks studierte am Hobart College und am Williams College, wo er 1870 einen Bachelor erwarb. Anschließend arbeitete er zunächst im Geschäft seines Vaters, eines Großhändlers. 1871 erhielt Brooks eine Anstellung als Lehrer am DeVeaux College in Niagara Falls, New York. An der Harvard University studierte er ab 1873 bei Louis Agassiz und dessen Sohn Alexander Agassiz. Nach dem Abschluss seines Ph.D. 1875 arbeitete Brooks als Tutor bei Alexander Agassiz, wo er sich insbesondere um die Beschreibung der Form und der embryonalen Entwicklung der Salpen verdient machte. Anschließend arbeitete er als Assistent bei Alpheus Hyatt am Museum der Boston Society of Natural History, wo er weiter Invertebraten beschrieb.
1876 wechselte Brooks an die neu gegründete Johns Hopkins University, wo er unter H. Newell Martin Assistenzprofessor wurde. 1878 gründete Brooks das Chesapeake Zoological Laboratory, das schwimmfähig war und daher seine Position ändern konnte. Hier konnte er wesentliche Beiträge zur Aufklärung der Befruchtung und der embryonalen Entwicklung von Austern leisten. 1883 wurde er Associate Professor. Brooks konnte Charles Darwins Pangenesistheorie mit seinen Befunden insbesondere an Urkeimzellen stützen. 1889 erhielt Brooks eine ordentliche Professur für Morphologie. 1894 wurde er Leiter der gesamten Biologie der Johns Hopkins University, eine Position, die er bis zu seinem Tod innehatte.
1884 wurde Brooks in die National Academy of Sciences, 1886 in die American Philosophical Society und 1892 in die American Academy of Arts and Sciences gewählt, außerdem war er Fellow der American Association for the Advancement of Science. Er hielt Ehrendoktorate des Hobart College (1899), des Williams College (1893) und der University of Pennsylvania (1906).
Brooks war seit 1878 mit Amalia Katherine Schultz († 1901) verheiratet. Das Paar hatte zwei Kinder. William Keith Brooks starb 1908 an den Folgen eines angeborenen Herzfehlers (Ventrikelseptumdefekt).
Zu seinen Schülern gehörten William Bateson, Ross Granville Harrison, Edmund B. Wilson, Thomas Hunt Morgan, Edwin G. Conklin und Henry Van Peters Wilson.

## Schriften
- Handbook of Invertebrate Zoology, 1882
- The Oyster, 1891
- The Genus Salpa, 1893
- The Foundations of Zoology, 1899